# Farrukhabad (stad)
Farrukhabad ( फ़र्रूख़ाबाद, Nastaliq, فرخ آباد ) is een plaats in de Indiase staat Uttar Pradesh. Het maakt deel uit van het district Farrukhabad. Samen met de aangrenzende stad Fatehgarh, de hoofdstad van dit district, is de agglomeratie Farrukhabad-cum-Fatehgarh gevormd.

## Demografie
Volgens de Indiase volkstelling van 2001 wonen er 227.876 mensen in Farrukhabad-cum-Fatehgarh, waarvan 53% mannelijk en 47% vrouwelijk is. De plaats heeft een alfabetiseringsgraad van 63%.